# Bagnères-de-Bigorre
Bagnères-de-Bigorre – miejscowość i gmina we Francji, w regionie Oksytania, w departamencie Pireneje Wysokie.
Według danych na rok 1990 gminę zamieszkiwały 8424 osoby, a gęstość zaludnienia wynosiła 67 osób/km² (wśród 3020 gmin regionu Midi-Pireneje Bagnères-de-Bigorre plasuje się na 33. miejscu pod względem liczby ludności, natomiast pod względem powierzchni na miejscu 6.).